# Аньело
Аньело (исп. Añelo) — административный центр одноимённого департамента в провинции Неукен на юго-западе Аргентины.

## Название
Название города происходит от арауканского слова.

## История
Город был основан 20 октября 1915 года.

## Экономика

### Энергетические ресурсы

#### Гидроэнергетика
Недалеко от города находится гидроэлектростанция Complejo Hidroeléctrico de Cerros Colorados.

#### Нефть
В районе города обнаружены крупные нефтяные месторождения:
- Лома-де-ла-Лата
- Агуада Пичана
- Агуада Сан Роке
- Фило Морадо

### Туризм
Основные достопримечательности — скальное формирование Лос Пиларес и палеонтологический музей Лаго Барреалес.
1. ↑  2022 Argentina census